# Otogizōshi

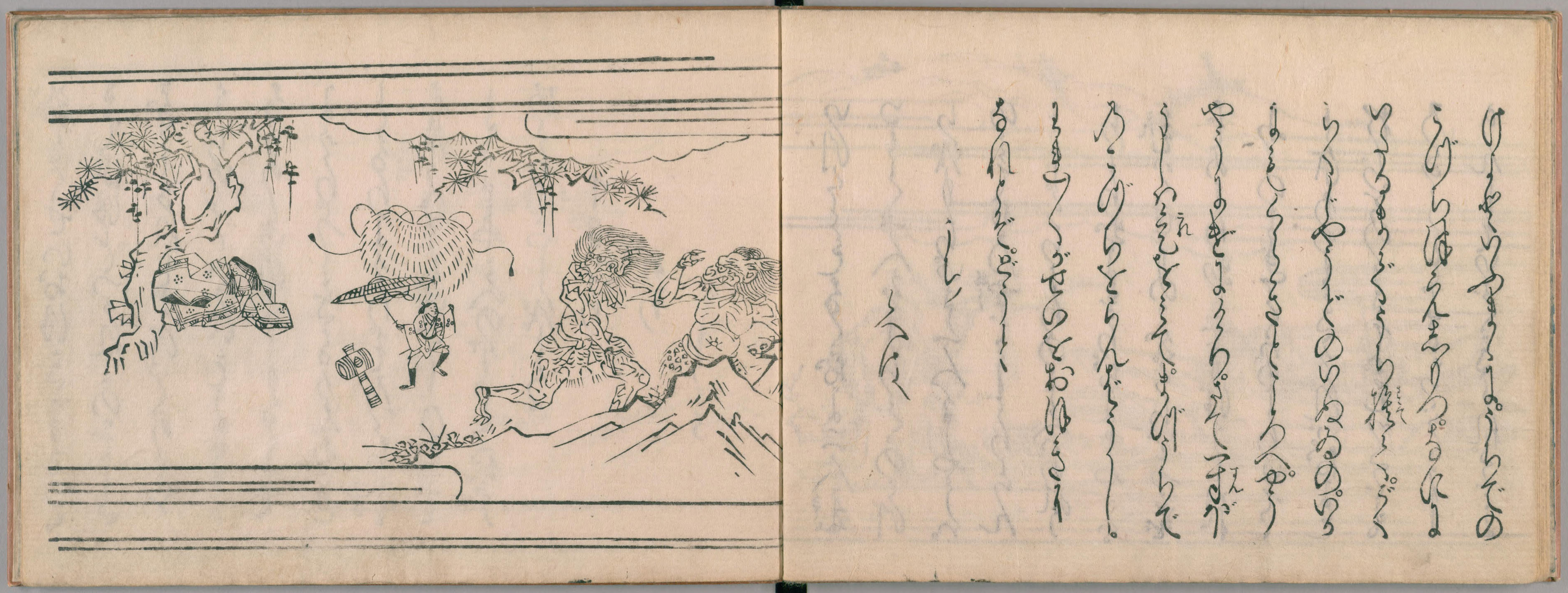
Illustration aus einem Otogizōshi, ca. 1725

Bei den Otogizōshi (jap. 御伽草子, wörtlich: „Unterhaltungsbuch“, „Gesellige Bücher“) handelt es sich um volkstümliche japanische Erzählungen der Muromachi-Zeit, die durchweg anonym und ohne sichere Datierung überliefert sind. Sie werden meist als Übergang von den älteren Monogatari zu den Kanazōshi der Edo-Zeit betrachtet. Diese frühe Gattung der volkstümlichen Literatur zeichnet sich durch ihre reichhaltige Thematik aus mit einer Vielzahl von Motiven, die insbesondere auch aus der mündlichen Erzähltradition stammen.

## Übersicht
Im engeren Sinne bezeichnet der Begriff Otogizōshi eine Sammlung von insgesamt 23 Geschichten, die in der Kyōho Ära (1716–1736) vom Verleger Shibukawa Seiemon (渋川清右衛門) in Ōsaka unter dem Titel „Otogibunko“ herausgegeben wurden. 1801 war es Ozaki Masayoshi, der in seiner annotierten Bibliografie „Gunsho ichiran“ (群書一覧) erstmals die Bezeichnung Otogizōshi für besagte Sammlung verwendete. 1891 erschien diese Sammlung von Geschichtenheften dann auch unter der Bezeichnung Otogizōshi bei Shibukawa. Der Verleger hatte in den einleitenden Worten die Ausgabe ausschließlich für weibliches Lesepublikum vorgesehen, wodurch das Genre ungerechtfertigt in die Nähe des Märchens und der seichten Unterhaltung gerückt wurde.
Im weiteren Sinne bezeichnet Otogizōshi ca. 500 Kurzgeschichten, deren Entstehung sich zeitlich von der höfischen Literatur der Kamakura-Zeit bis in die frühe Edo-Zeit erstreckt. Der Verfasser und die genaue Entstehungszeit sind in der Regel nicht bekannt. Klassifikationsversuche anhand formaler Kriterien haben die Otogizōshi sowohl als chūsei shōsetsu (中世小説), also als mittelalterliche romanhafte Erzählliteratur, wie auch als Form der Setsuwa sehen wollen. Chigusa argumentiert dagegen etymologisch und aus der Erzähltradition heraus, dass es sich um Gesellige Geschichten handele, die zum Zwecke des geselligen Beisammenseins vorgetragen oder vorgelesen wurden. Dies deute auch der Wortstamm togi (伽) mit der Konnotation Gesellschaft-Leisten an. Historisch institutionalisiert war diese Funktion in den Otogi shū (御伽衆, Begleiter eines Daimyō) in der Muromachi-Zeit. Wenngleich es keinen handfesten Beleg dafür gibt, dass der Verleger, der die Bezeichnung im 18. Jahrhundert zuerst verwendete, vertraut war mit dieser mittelalterlichen Praxis, noch dass dieses Genre zu einem früheren Zeitpunkt bereits als Otogizōshi bezeichnet worden ist, so ist die Anknüpfung an die Tradition des mündlichen Erzählens, die neben der literarischen fortbestand, literaturhistorisch plausibel. In dieser Hinsicht stehen die Otogizōshi den bebilderten Nara ehon (奈良絵本) nahe.
Ein weiterer etymologischer Erklärungsansatz bezieht den Wortbestandteil togi auf den Begriff toki (解き, aufklären, aufhellen). Toki wiederum wird dieser Erklärung nach in Bezug gesetzt zu einem Stand fahrender Priester, die in der späten Heian-Zeit als etoki hōshi (絵解(き)法師, Bildererklärer) das Land bereisten, um mittels Bildrollen Geschichten zu erzählen. Ein prominentes Beispiel sind die Nonnen von Kumano (熊野比丘尼, Kumano bikuni). Geschichtenerzähler wie die goze und zatō, blinde Nonnen respektive Mönche, besaßen in der Regel einen geringen gesellschaftlichen Stand. Vom Hof und Adel einmal abgesehen war Analphabetismus der gesellschaftliche Standard. Umso wichtiger war die Funktion des Geschichtenerzählers, die mit der Muromachi-Zeit allerdings verschwand. Doch ist es sicher den Erzählern zu verdanken, dass sich die bis dahin am Hofe monopolisierte Literatur zu einer Volksliteratur wandelte. Das Otogizōshi ist Ausdruck dieses literaturgeschichtlichen Wandels.

## Kennzeichen
Formal zeichnen sich Otogizōshi durch einen relativen geringen Textumfang von durchschnittlich 20 bis 40 Seiten aus. Inhaltlich ist die Ereignishaftigkeit des Geschehens bedeutsamer als die detaillierte Beschreibung von Orten oder psychologischen Zuständen. Texteinschübe wie: "Alle, die diese Geschichte hören", weisen darauf hin, dass die Darbietung der Geschichte auch ihr zentraler Zweck war. Zugleich ist dies auch ein deutlicher Unterschied zur Erzählform des Monogatari, das ganzheitlicher und detailreicher erzählt und dessen Umfang daher auch deutlich größer ist. Die Tatsache, dass die Hauptpersonen aus allen gesellschaftlichen Schichten kommen, rückt die Otogizōshi näher an die Setsuwa Literatur, als an die Monogatari.
Die Darstellung der Ereignisse im Otogizōshi ist zudem dialogisch organisiert. Ereignisse werden sensationsartig überspitzt, um eine erzählerische Klimax mit dramatischem Effekt zu erzielen. Stereotype und Wortwiederholungen machen die Geschichte erinnerbar und geben ihr einen Rhythmus. Der Wechsel von fünf und sieben Moren beispielsweise wird auch im yōkyoku (謡曲, Nō-Gesang) eingesetzt.

### Formen
Ichiko Teiji hat die Formen der Otogizōshi anhand der sozialen Herkunft der Hauptperson wie folgt in sechs Haupt- und 23 Untergruppen eingeteilt.
kuge mono (公家物) – Höfische Erzählungen
Thematisch konzentrieren sich diese Geschichten im Anschluss an die höfische Literatur der Kamakura-Zeit auf die Liebeshändel junger Adeliger. Beispiele sind etwa das Wakakusa Monogatari (若草物語) und das Shinobine Monogatari (忍音物語). Die Werke dieser Gruppe beziehen sich inhaltlich meist eklektisch auf Schilderungen des höfischen Lebens vorangegangener Werke, wobei die Liebesthematik bis ins Frivole gesteigert ist. Daneben zählen auch die sogenannten mamagomono (Stiefmuttergeschichten) in diese Kategorie. Das bekannteste Beispiel ist das Hachikazuki (鉢かづき, Die Napfträgerin).
shūkyo mono (宗教物) – Religiöse Stoffe
Die Hauptperson dieser Werkgruppe ist in der Regel ein Mönch. Wenngleich sich diese Geschichten auch um die religiöse Erleuchtung drehen, so gehören auch die sogenannten chigo monogatari (児物語, Novizengeschichten) in diese Kategorie. Chigo bezeichnete Knaben im Alter von 12 bis 18 Jahren, die dem Umfeld der kaiserlichen Familie oder dem hohen Hofadel entstammten und die zeitweilig in einem Tempel lebten. Sie trugen farbenfrohe Kimono mit langärmeligem Furisode, langes Haar und schwärzten sich bisweilen die Zähne (Ohaguro), wodurch sie von Frauen schwer zu unterscheiden waren. Geschichten dieser Art, wie das Aki no yonaga monogatari (秋の夜長物語, Erzählungen von langen Herbstnächten) erzählen von den sexuellen Ausschweifungen dieser Chigo. Die ernsthafteren Erzählungen dieser Gruppe, die honjimono (本地物), dagegen berichten vom Zeitalter der Götter und dem Zusammenleben mit den Menschen (Beispiel: 熊野の本地, Kumano no honji). Eine weitere Gruppe von Erzählungen sind die tonsei mono (遁世物, Weltentsagung) und sange mono (懺悔文), die der exegetischen Literatur entstammen und in Form des Sündenbekenntnisses von den Gründen für die Weltflucht ins klösterliche Leben erzählen.
buke mono (武家物) – Kriegererzählungen

Benkei kämpft gegen Minamoto no Yoshitsune

 Die buke mono umfassen vornehmlich Heldensagen, in denen von den ruhmreichen Heldentaten der Samurai und Kämpfer berichtet wird, häufig mit Bezug oder Anspielung auf das Heike Monogatari und die Gunki Monogatari der von Kriegswirren geprägten Namboku-Zeit. Sehr beliebt war beispielsweise das Benkei Monogatari (弁慶物語), dass von der Loyalität des Kriegermönches Musashibō Benkei erzählt.
shomin mono (庶民物) – Volkstümliches
Thematisch ein Novum im Vergleich zu den drei vorangegangenen Kategorien, konzentrieren sich die shomin mono auf den Aufstieg und die Karriere von Personen aus dem einfachen Volk. Hierher gehört neben Geschichten wie dem Bunsei sōshi (文正草子) auch die noch heute bekannten und beliebten Geschichten von Urashima Tarō (浦島太郎) und die Geschichte vom Bonzen Däumling (一寸法師, isshun bōshi). In manchen Geschichten wird das Wort glückverheißend so häufig verwendet, dass man diese Erzählungen auch als Glückwunsch-Bücher (祝儀物, shūgi mono) bezeichnet.
ikoku/ikyō mono (異国・異郷物) – in Übersee
Die Geschichten, deren Handlungsort im Ausland liegt, nehmen Stoffe aus dem chinesischen und indischen Kulturraum auf. Beispiele für Otogizōshi, die chinesische Erzählstoffe aufnehmen sind das Genjōraku Monogatari (還城楽物語) bzw. das Hōmyō Dōji (法妙童子, Geschichte vom Knaben Hōmyō) für die indische Tradition.
irui mono (異類物) – die andere Welt
In der letzten Gruppe der Otogizōshi finden sich vor allem Fabelerzählungen, in deren Mittelpunkt entweder Tiere oder anthropomorphisierte Gegenstände aus der Natur stehen. Hierzu zählt etwa die Geschichte des Kampfes gegen die zwölf Tierarten der Himmelszweige (十二類合戦物語, Jūnirui kassen monogatari). Zu dieser Hauptgruppe gehört zudem eine große Zahl von Gespenstergeschichten. So erzählt das Tsukumogami Monogatari (付喪神絵詞) von alten Haushaltsgegenständen, die weggeworfen worden waren, beseelt zurückkehren und als Kobolde ihren ehemaligen Besitzer malträtieren. Diese Geschichte geht auf den Aberglauben zurück, dass Gegenstände, die ein Alter von 100 Jahren erreichen, belebt werden können, um als Tsukumogami die Menschenwelt heimzusuchen.